# ポチョムキン (GUILTY GEAR)
ポチョムキン (POTEMKIN) は、2D対戦格闘ゲーム「GUILTY GEARシリーズ」に登場する架空の人物。X以降の担当声優は近藤隆。

## 設定
- 軍事国家「ツェップ」出身の兵士。虹彩、瞳孔が存在しない白目と一般的な成人男性の身長を一回り上回る筋肉質な体型の持ち主。威圧的な印象を受けるが、心は優しく義を重んじる武人であり、芸術を趣味にしている。
- 最初は奴隷兵士としての扱いを受けていたが、ガブリエルの命により国家に対してクーデターを決行。その後平和的自治を手に入れ、彼は自由の身となるが、自らの意思で国家の治安維持に貢献する。当初は威圧的で軍国主義の塊に見えたガブリエルを嫌悪していたが、全てはクーデターの為のガブリエルの演技であった事を知ると、彼の器量の大きさに感服し尊敬するようになる。『GGXrd』では特務外交官になっている。
- 首に付けているアーマーは、元は奴隷の逃走を阻止する爆殺首輪である。クーデター後は制御装置に改造されている。
- 必殺技の一部には元ネタが存在する。『キン肉マン』（キン肉バスター→ポチョムキンバスター、新キン肉バスター→ヘブンリーポチョムキンバスター）、『機動武闘伝Gガンダム』（（爆熱ゴッドフィンガー）ヒートエンド→ヒートエクステンド）、『勇者王ガオガイガー』（ヘルアンドヘヴン→ガイガンティックブリッド）、『BASTARD!! -暗黒の破壊神-』（マキシマム・ストラト＝ヴァリウス→マグナムオペラ）など。
- クーデター後はガブリエルの弟子として訓練をしているが、ガブリエル自身が異常なほど強過ぎる為、師匠を超える日はまだまだ遠いと言われる。
- ガブリエル大統領から過去のスレイヤーの強さを聞いており、実際に対戦するのを楽しみにしているが、当のスレイヤーからは「師匠を超えてからにしてもらおう」と相手にされていない。
- 『GGXrd』において、頭に鉄仮面を装着し、全身を緑色の士官服に包んでいる。なおファウストの覚醒必殺技および一撃必殺技を受けた際は、なぜか眼球が黒になる（虹彩、瞳孔は白）。

## ストーリー
GUILTY GEAR
空中武装皇国「ツェップ」に遣える奴隷兵士ポチョムキンの元に、教官であるガブリエルがやってきて聖騎士団団員選考武道会に出場するように命令される。「優勝すれば戦争をせずに領土を奪取できる」という事を渋々承知したポチョムキンは大会の参加を決意する。
GUILTY GEAR X
教官ガブリエルと共にクーデターを起こしツェップの国家基盤を改善する事に成功したポチョムキン。英雄となった彼の元にガブリエル大統領から新たな命令が下る。それは、現在賞金首となっているギアを連れ帰ることだった。
GUILTY GEAR XX
ディズィーの一件からしばらくたった後、ガブリエルの旧友であるスレイヤーがポチョムキンの元に訪れ忠告してきた。それは、公式的にいないとされているディズィーが何ものかの手により行方不明になってしまったということだった。
GUILTY GEAR Xrd -SIGN-
全人類へ宣戦布告をしておきながら日本跡地から離れないラムレザル＝ヴァレンタインの動向を受けて、ガブリエル大統領はポチョムキンに現地への斥候を命ずる。
GUILTY GEAR -STRIVE-
強風によってホワイトハウスから吹き飛ばされたソル・バッドガイを救助。

## ゲーム中の性能
ゲーム中では「投げキャラ」に分類され、如何にして近付いてコマンド投げを決めるかが鍵を握る。
リーチ・判定に優れた牽制も強力であり、飛び道具を跳ね返す技に移動技も持っているなど意外に芸達者である。動きが遅く、ダッシュ（空中含む）が出来ない事が欠点だが、無敵時間の長いバックステップを持ち、攻防の基本値は他のキャラより高めに設定されている。
GOLDモードではステップ式のダッシュが追加されている。

## 技の解説

### 必殺技
ポチョムキンバスター [GG~／EX] (FRC)
相手の頭と足を持ち、上空に飛び上がった後落下の衝撃で相手の体を逆に折るコマンド投げ。
非常に高い威力と広い投げ間合いを誇る。
ヒートナックル [GGX~／EX] (→ヒートエクステンド)
空中の相手を掴み、腕に仕込んだ薬莢を爆発させる技。地上の相手にはヒットせず、主に浮いた相手への追撃に使う。
EX版はこの掴み技と、打撃技（モーションは同じ）の2種類が存在する。
『STRIVE』ではガードが可能となった代わりにガード時はRISK値が大幅増加、距離も離れるようになっている。
ニトロフック[GG／EX] (→ヒートエクステンド)
移動し、相手を掴んだ後叩きつける移動投げ。
ヒートエクステンド [GGX~Xrd／EX] (→ヘブンリーポチョムキンバスター(EXのみ))
ヒートナックルで掴んだ相手を更に強く掴み、薬莢を爆発させる技。
『STRIVE』では前述の「ヒートナックル」に爆発モーションが追加され、追加入力が不要となった。代わりに、画面端での「ヒートナックル→ヒートナックル→ヒートエクステンド」のコンボができなくなっている。

メガフィスト(前方・後方) [GGX~／EX] (FRC)
両拳を横に揃え、飛びつつ拳を打ち下ろす技。
スライドヘッド [GGX~／EX]
頭から地面に倒れる技。頭突き部分はガード可能だが、頭突きが当たらなかった場合には地面全体をカバーするガード不能の地震が発生する。ヒットすると相手はダウンする。ΛCではヒット後追撃できるように。
『STRIVE』では下段技に変更。ガードされても五分となっている。
グラヴィトンスタンプ [GG]
スライドヘッドと同様、地上の相手をダウンさせる技。こちらにはダメージが存在する。
グラヴィトンスタンプ・チャージアタック [GG]
グラヴィトンスタンプのレベルを上げる（最大3）。
F.D.B. [XX~／EX]
構え、指を弾いて見えない衝撃波を自分の少し前に発生させる技。衝撃波には飛び道具を跳ね返す効果がある。
ハンマーフォール [GGX~／EX] (→ハンマーフォールブレーキ／FRC)
両手を広げつつ突進し、拳で相手を挟む突進技。移動中は相手の位置をある程度をサーチし、相手の打撃技に一回だけ耐える効果がある。名前はスウェーデンのヘヴィメタルバンド、ハンマーフォールから。
ハンマーフォールブレーキ [XX~／EX]
ハンマーフォールの移動部分のみで終了する技。主に移動手段として使われる。

アンブレイカブルスピリッツ [EX] (⇒各種派生技)
体を張って相手の攻撃に耐える技。モーション中に相手の攻撃を受けた場合のみポチョムキンバスター、ヒートナックル、ジャッジガントレットのいずれかに派生できる。
ジャッジガントレット [SLASH]
後ろにのけぞった後、渾身の拳を打ち下ろす必殺技。後ろにのけぞっている間は8発まで相手の攻撃に耐える専用モーションが出る（9発目以降はモーションは発生しないが攻撃は必ず出る）。ΛCでフォースブレイク専用技に変更。
トリシューラ [Xrd]
足元から自身を包み込むように火柱を噴出させる。上半身無敵があるため対空技になるが、横へのリーチに乏しく空中ガード可能。
I.C.P.M. [Xrd]
弧を描く軌道で頭から突っ込む空中技。空中連続技の締めやロマンキャンセルと併用した移動手段として利用できる。
ガルダインパクト [STRIVE]
前腕部分に内蔵された火砲を放つ。ヒット時はよろけを誘発し、ガード時はガードブレイクにより大幅有利を取る事ができる。起き攻めや固めに使用。

### フォースブレイク
ジャッジガントレット [ΛC]
モーションは必殺技の時と同じだが、のけぞりから攻撃に移るまでが速くなっている。ヒット時は地面バウンド効果あり。
空中ポチョムキンバスター [ΛC]
空中の相手にポチョムキンバスターを決める技。
やられモーションの相手を掴めるが、通常技キャンセルで出せないという性質を持つ。

### 覚醒必殺技
ギガンティックピストン [GG & GBA版GGX]
身体を大きくひねったあと渾身のストレートを放つ。出るのは遅いがリーチが長く多段ヒットする。
ヘブンリーポチョムキンバスター [GGX~／EX]
斜め上に飛び上がり、空中の相手を掴んだ後ポチョムキンバスターを決める対空投げ。名前の「ヘブンリー」は恐らくフランスのメロディックスピードメタルバンド、ヘヴンリーから。
EXではヒートエクステンドからの追加入力技。
ガイガンター [GGX~ΛC] (→ガイガンティックブリッド)
目の前に鏡を発生させる技。GGXでは非常に高い気絶値があった。またXX以降は地上ヒットでよろけを誘発し、空中ヒットでゆっくり落ちてくる仕様になった。
ガイガンティックブリッド [GGX~ΛC／EX]
右手に赤いオーラ、左手に青いオーラを発生させた後目の前で拳を合わせ突撃する覚醒必殺技。EXでは単発技。
空中ガイガンティックブリッド [EX] (空中専用)
空中から斜め下へガイガンティックブリッドで突っ込む覚醒必殺技。
ガイガンター改 [Xrd~]
目の前に鏡を発生させる技。基本的な性能はガイカンターと変わりない。『STRIVE』では距離によって性能が変化する。
ガイガンティックブリッド改 [Xrd]
ガブリエル大統領からの認証を得て頭から突撃する技。基本的な性能はガイガンティックブリッドと変わりない。

### 一撃必殺技
ニュークリアハンマー [GG]
体ごと大きく振りかぶって、組んだ両拳を思いっきり叩きつける一撃必殺技。
マグナムオペラ [GGX~ΛC／EX]
気合で首に付けた爆殺首輪を弾き飛ばすと同時に相手を上空に落ち上げ、拳にキスをした後落ちてきた相手に渾身の一撃を叩き込む一撃必殺技。発生直後から無敵時間が長く続くが、一撃必殺準備のモーションが長い。
インファナルツアー [Xrd]
相手を掴んで錐もみ回転して地面に突っ込み、相手を埋め込んだあと両腕で地球の反対側まで突き抜けさせる技。投げ技扱い。

## 担当声優
- 安部秀之（GG）
- 近藤隆（GGX～）

## テーマミュージック
- In Slave's Glory（GG）
- Burly Heart（GGX～XXΛC）
- Engage（GGXrd）
- Armor-clad Faith (STRIVE)

## ステージ
- 人型の機械が数体並んでいるステージ（GG）
- ZEPP（GGX～）
- Pirate Fort：宝船（ISUKAのみ）
- Zepp Center Arsenal (Xrd)
- 12-Dimensional Flux Observatory (STRIVE)

## その他
- 初期設定では斧術の名門であるロシアのハンセン家に生まれ、ドレッドノートという名の斧を使いこなす為ひたすら体を鍛えたがまともに戦える相手が身近にいなくなり、大会に出場することを決意するというものだった。
- 家庭用のSPカラーには必ずハルクのようなカラーが用意されている。

## 参考資料
- 「電撃プレイステーションF 創刊号」メディアワークス
- 「ギルティギアゼクス ドラフティングアートワークス」 エンターブレイン、2001年 ISBN 978-4757703018